# 1991-es úszó-világbajnokság
Az 1991-es úszó-világbajnokságot január 3. és január 13. között rendezték Perth városában, Ausztráliában.
A világbajnokságon 45 versenyszám volt. Négy új versenyszámban avattak világbajnokot. Műugrásban a férfi és női 1 m-es műugrás versenyszámmal bővült a program. Új sportágként került a versenyszámok közé a hosszútávúszás, amelyben a 25 km-es távon hirdettek férfi és női győztest. A világbajnokságon 60 ország 1142 versenyzője vett részt.

## A helyszín kiválasztása
A FINA az 1986-os madridi világbajnokság alatt jelölte ki rendezőnek Perth-t. Az ausztrál város mellett pályázott Olaszország, Egyiptom és Puerto Rico.

## Magyar versenyzők eredményei
Magyarország a világbajnokságon 43 sportolóval képviseltette magát, akik összesen 5 arany- 2 ezüst- és 2 bronzérmet szereztek.

### Érmesek
| Érem      | Versenyző | Versenyszám | Versenyszám            | Dátum      |
| --------- | --- | ----------- | ---------------------- | ---------- |
| Aranyérem | Rózsa Norbert | úszás       | 100 m-es mellúszás     | január 7.  |
| Aranyérem | Darnyi Tamás | úszás       | 400 m-es vegyesúszás   | január 8.  |
| Aranyérem | Egerszegi Krisztina | úszás       | 100 m-es hátúszás      | január 9.  |
| Aranyérem | Darnyi Tamás | úszás       | 200 m-es vegyesúszás   | január 13. |
| Aranyérem | Egerszegi Krisztina | úszás       | 200 m-es hátúszás      | január 13. |
| Ezüstérem | Szabó Tünde | úszás       | 100 m-es hátúszás      | január 9.  |
| Ezüstérem | Rózsa Norbert | úszás       | 200 m-es mellúszás     | január 11. |
| Bronzérem | Darnyi Tamás | úszás       | 200 m-es pillangóúszás | január 12. |
| Bronzérem | Magyar férfi vízilabda-válogatott Benedek Tibor Dóczi István Kuna Péter Mészáros Csaba Nemes Gábor Petőváry Zsolt Péter Imre Schmiedt Gábor Sprok Tibor Tóth Frank Tóth Imre Tóth László Vincze Balázs | vízilabda   | férfi vízilabda        | január 13. |

## Éremtáblázat
Jelmagyarázat:
| Ausztrália (rendező ország) | Magyarország |

| Helyezés | Nemzet                    | Arany | Ezüst | Bronz | Összesen |
| 1        | Amerikai Egyesült Államok | 17    | 11    | 6     | 34       |
| 2        | Kína                      | 8     | 3     | 2     | 13       |
| 3        | Magyarország              | 5     | 2     | 2     | 9        |
| 4        | Németország               | 4     | 9     | 9     | 22       |
| 5        | Ausztrália                | 3     | 5     | 2     | 10       |
| 6        | Hollandia                 | 2     | 1     | 1     | 4        |
| 7        | Szovjetunió               | 1     | 3     | 6     | 10       |
| 8        | Kanada                    | 1     | 3     | 1     | 5        |
| 9        | Olaszország               | 1     | 2     | 4     | 7        |
| 10       | Spanyolország             | 1     | 1     | 1     | 3        |
| 11       | Suriname                  | 1     | 0     | 0     | 1        |
| 12       | Jugoszlávia               | 1     | 0     | 0     | 1        |
| 13       | Japán                     | 0     | 2     | 3     | 5        |
| 14       | Franciaország             | 0     | 2     | 1     | 3        |
| 15       | Egyesült Királyság        | 0     | 1     | 1     | 2        |
| 16       | Svédország                | 0     | 1     | 0     | 1        |
| 17       | Dánia                     | 0     | 0     | 2     | 2        |
| 18       | Lengyelország             | 0     | 0     | 2     | 2        |
| 19       | Csehszlovákia             | 0     | 0     | 1     | 1        |
| Összesen | Összesen                  | 45    | 46    | 44    | 135      |

- A női 50 m-es gyorsúszásban 2 ezüstérmet osztottak ki, bronzérmes nem volt.

## Eredmények
- WR – világrekord (World Record)
- CR – világbajnoki rekord (világbajnokságokon elért eddigi legjobb eredmény) (Championship Record)

### Úszás

#### Férfi
| Versenyszám               | Arany                                                                          | Arany       | Ezüst                                                                                          | Ezüst    | Bronz                                                                                          | Bronz    |
| ------------------------- | ------------------------------------------------------------------------------ | ----------- | ---------------------------------------------------------------------------------------------- | -------- | ---------------------------------------------------------------------------------------------- | -------- |
| 50 m-es gyorsúszás        | Tom Jager · Egyesült Államok                                                   | 22,16 CR    | Matt Biondi · Egyesült Államok                                                                 | 22,26    | Gennagyij Prigoda · Szovjetunió                                                                | 22,62    |
| 100 m-es gyorsúszás       | Matt Biondi · Egyesült Államok                                                 | 49,18       | Tommy Werner · Svédország                                                                      | 49,63    | Giorgio Lamberti · Olaszország                                                                 | 49,82    |
| 200 m-es gyorsúszás       | Giorgio Lamberti · Olaszország                                                 | 1:47,27 CR  | Steffen Zesner · Németország                                                                   | 1:48,28  | Artur Wojdat · Lengyelország                                                                   | 1:48,70  |
| 400 m-es gyorsúszás       | Jörg Hoffmann · Németország                                                    | 3:48,04 CR  | Stefan Pfeiffer · Németország                                                                  | 3:48,86  | Artur Wojdat · Lengyelország                                                                   | 3:49,67  |
| 1500 m-es gyorsúszás      | Jörg Hoffmann · Németország                                                    | 14:50,36 WR | Kieren Perkins · Ausztrália                                                                    | 14:50,58 | Stefan Pfeiffer · Németország                                                                  | 14:59,34 |
|                           |                                                                                |             |                                                                                                |          |                                                                                                |          |
| 100 m-es hátúszás         | Jeff Rouse · Egyesült Államok                                                  | 55,23 CR    | Mark Tewksbury · Kanada                                                                        | 55,29    | Martin Lopez-Zubero · Spanyolország                                                            | 55,61    |
| 200 m-es hátúszás         | Martin Lopez-Zubero · Spanyolország                                            | 1:59,52     | Stefano Battistelli · Olaszország                                                              | 1:59,98  | Vlagyimir Selkov · Szovjetunió                                                                 | 2:00,33  |
|                           |                                                                                |             |                                                                                                |          |                                                                                                |          |
| 100 m-es mellúszás        | Rózsa Norbert · Magyarország                                                   | 1:01,45 WR  | Adrian Moorhouse · Egyesült Királyság                                                          | 1:01,58  | Gianni Minervini · Olaszország                                                                 | 1:01,74  |
| 200 m-es mellúszás        | Mike Barrowman · Egyesült Államok                                              | 2:11,23 WR  | Rózsa Norbert · Magyarország                                                                   | 2:12,03  | Nick Gillingham · Egyesült Királyság                                                           | 2:13,12  |
|                           |                                                                                |             |                                                                                                |          |                                                                                                |          |
| 100 m-es pillangóúszás    | Anthony Nesty · Suriname                                                       | 53,29 CR    | Michael Groß · Németország                                                                     | 53,31    | Vlagyiszlav Kulikov · Szovjetunió                                                              | 53,74    |
| 200 m-es pillangóúszás    | Melvin Stewart · Egyesült Államok                                              | 1:55,69 WR  | Michael Groß · Németország                                                                     | 1:56,78  | Darnyi Tamás · Magyarország                                                                    | 1:58,25  |
|                           |                                                                                |             |                                                                                                |          |                                                                                                |          |
| 200 m-es vegyesúszás      | Darnyi Tamás · Magyarország                                                    | 1:59,36 WR  | Eric Namesnik · Egyesült Államok                                                               | 2:01,87  | Christian Gessner · Németország                                                                | 2:02,36  |
| 400 m-es vegyesúszás      | Darnyi Tamás · Magyarország                                                    | 4:12,36 WR  | Eric Namesnik · Egyesült Államok                                                               | 4:15,21  | Stefano Battistelli · Olaszország                                                              | 4:16,50  |
|                           |                                                                                |             |                                                                                                |          |                                                                                                |          |
| 4 × 100 m-es gyorsváltó   | Egyesült Államok · Tom Jager · Brent Lang · Doug Gjertsen · Matt Biondi        | 3:17,15 CR  | Németország · Peter Sitt · Dirk Richter · Steffen Zesner · Bengt Zikarsky                      | 3:18,88  | Szovjetunió · Gennagyij Prigoda · Jurij Baszkatov · Venyiamin Tajanovics · Vlagyimir Tkaszenko | 3:18,97  |
| 4 × 200 m-es gyorsváltó   | Németország · Peter Sitt · Steffen Zesner · Stefan Pfeiffer · Michael Groß     | 7:13,50 CR  | Egyesült Államok · Troy Dalbey · Melvin Stewart · Daniel Jorgensen · Doug Gjertsen             | 7:14,87  | Olaszország · Emanuel Idini · Roberto Gleria · Stefano Battistelli · Giorgio Lamberti          | 7:17,18  |
| 4 × 100 m-es vegyes váltó | Egyesült Államok · Jeff Rouse · Eric Wunderlich · Mark Henderson · Matt Biondi | 3:39,66 CR  | Szovjetunió · Vlagyimir Shernetov · Dmitrij Volkov · Vlagyislav Kulikov · Venyiamin Tajanovics | 3:40,41  | Németország · Frank Hoffmeister · Christian Poswiat · Michael Groß · Dirk Richter              | 3:42,13  |

#### Női
| Versenyszám               | Arany                                                                                           | Arany      | Ezüst                                                                             | Ezüst   | Bronz                                                                             | Bronz   |
| ------------------------- | ----------------------------------------------------------------------------------------------- | ---------- | --------------------------------------------------------------------------------- | ------- | --------------------------------------------------------------------------------- | ------- |
| 50 m-es gyorsúszás        | Zhuang Yong · Kína                                                                              | 25,47      | Leigh Ann Fetter · Egyesült Államok · Catherine Plewinski · Franciaország         | 25,50   | nem adták ki                                                                      |         |
| 100 m-es gyorsúszás       | Nicole Haislett · Egyesült Államok                                                              | 55,17      | Catherine Plewinski · Franciaország                                               | 55,31   | Zhuang Yong · Kína                                                                | 55,65   |
| 200 m-es gyorsúszás       | Hayley Lewis · Ausztrália                                                                       | 2:00,48    | Janet Evans · Egyesült Államok                                                    | 2:00,67 | Mette Jacobsen · Dánia                                                            | 2:00,93 |
| 400 m-es gyorsúszás       | Janet Evans · Egyesült Államok                                                                  | 4:08,63    | Hayley Lewis · Ausztrália                                                         | 4:09,40 | Csiba Szuzu · Japán                                                               | 4:11,44 |
| 1500 m-es gyorsúszás      | Janet Evans · Egyesült Államok                                                                  | 8:24,05 CR | Grit Müller · Németország                                                         | 8:30,20 | Jana Henke · Németország                                                          | 8:30,31 |
|                           |                                                                                                 |            |                                                                                   |         |                                                                                   |         |
| 100 m-es hátúszás         | Egerszegi Krisztina · Magyarország                                                              | 1:01,78    | Szabó Tünde · Magyarország                                                        | 1:01,98 | Janie Wagstaff · Egyesült Államok                                                 | 1:02,17 |
| 200 m-es hátúszás         | Egerszegi Krisztina · Magyarország                                                              | 2:09,15 CR | Dagmar Hase · Németország                                                         | 2:12,01 | Janie Wagstaff · Egyesült Államok                                                 | 2:13,14 |
|                           |                                                                                                 |            |                                                                                   |         |                                                                                   |         |
| 100 m-es mellúszás        | Linley Frame · Ausztrália                                                                       | 1:08,81    | Jana Dörries · Németország                                                        | 1:09,35 | Jelena Volkova · Szovjetunió                                                      | 1:09,66 |
| 100 m-es mellúszás        | Jelena Volkova · Szovjetunió                                                                    | 2:29,53    | Linley Frame · Ausztrália                                                         | 2:30,02 | Jana Dörries · Németország                                                        | 2:30,14 |
|                           |                                                                                                 |            |                                                                                   |         |                                                                                   |         |
| 100 m-es pillangóúszás    | Hong Qian · Kína                                                                                | 59,68      | Wang Xiao-hong · Kína                                                             | 59,81   | Catherine Plewinski · Franciaország                                               | 59,88   |
| 200 m-es pillangóúszás    | Summer Sanders · Egyesült Államok                                                               | 2:09,24    | Sitó Rie · Japán                                                                  | 2:11,06 | Hayley Lewis · Ausztrália                                                         | 2:11,09 |
|                           |                                                                                                 |            |                                                                                   |         |                                                                                   |         |
| 200 m-es vegyesúszás      | Lin Li · Kína                                                                                   | 2:13,40    | Summer Sanders · Egyesült Államok                                                 | 2:14,06 | Daniela Hunger · Németország                                                      | 2:16,16 |
| 400 m-es vegyesúszás      | Lin Li · Kína                                                                                   | 4:41,45    | Hayley Lewis · Ausztrália                                                         | 4:41,46 | Summer Sanders · Egyesült Államok                                                 | 4:43,41 |
|                           |                                                                                                 |            |                                                                                   |         |                                                                                   |         |
| 4 × 100 m-es gyorsváltó   | Egyesült Államok · Nicole Haislett · Julie Cooper · Whitney Hedgepeth · Jenny Thompson          | 3:43,26    | Németország · Simone Osygus · Kerstin Kielgaß · Karen Seick · Manuela Stellmach   | 3:44,37 | Hollandia · Mildred Muis · Inge de Bruijn · Marianne Muis · Karin Brienesse       | 3:45,05 |
| 4 × 200 m-es gyorsváltó   | Németország · Kerstin Kielgass · Manuela Stellmach · Dagmar Hase · Stephanie Ortwig             | 8:02,56    | Hollandia · Marianne Muis · Manon Masseurs · Mildred Muis · Karin Brienesse       | 8:05,97 | Dánia · Gitta Jensen · Berit Puggaard · Annette Povlsen · Mette Jacobsen          | 8:07,20 |
| 4 × 100 m-es vegyes váltó | Egyesült Államok · Janie Wagstaff · Tracey McFarlane · Crissy Ahmann-Leighton · Nicole Haislett | 4:06,51    | Ausztrália · Nicole Livingstone · Linley Frame · Susie O'Neill · Karen van Wirdum | 4:08,04 | Németország · Svenja Schlicht · Jana Dörries · Susanne Müller · Manuela Stellmach | 4:10,50 |

### Hosszútávúszás

#### Férfi
| Versenyszám             | Arany                           | Arany      | Ezüst                            | Ezüst      | Bronz                      | Bronz      |
| ----------------------- | ------------------------------- | ---------- | -------------------------------- | ---------- | -------------------------- | ---------- |
| 25 km-es hosszútávúszás | Chad Hundeby · Egyesült Államok | 5:01:45,78 | Sergio Chariandini · Olaszország | 5:03:18,81 | David O'Brien · Ausztrália | 5:08:53,35 |

#### Női
| Versenyszám             | Arany                             | Arany      | Ezüst                          | Ezüst      | Bronz                           | Bronz      |
| ----------------------- | --------------------------------- | ---------- | ------------------------------ | ---------- | ------------------------------- | ---------- |
| 25 km-es hosszútávúszás | Shelley Taylor-Smith · Ausztrália | 5:21:05,53 | Martha Jahn · Egyesült Államok | 5:25:16,67 | Karen Burton · Egyesült Államok | 5:28:22,74 |

### Műugrás

#### Férfi
| Versenyszám         | Arany                            | Arany  | Ezüst                         | Ezüst  | Bronz                            | Bronz  |
| ------------------- | -------------------------------- | ------ | ----------------------------- | ------ | -------------------------------- | ------ |
| 1 m-es műugrás      | Edwin Jongejans · Hollandia      | 588,51 | Mark Lenzi · Egyesült Államok | 578,22 | Wang Yijie · Kína                | 577,86 |
| 3 m-es műugrás      | Kent Ferguson · Egyesült Államok | 650,25 | Tan Liangde · Kína            | 643,95 | Albin Killat · Németország       | 619,77 |
| 10 m-es toronyugrás | Sun Shuwei · Kína                | 626,79 | Kiong Ni · Kína               | 603,81 | Georgij Csogovadze · Szovjetunió | 580,68 |

#### Női
| Versenyszám         | Arany             | Arany  | Ezüst                           | Ezüst  | Bronz                              | Bronz  |
| ------------------- | ----------------- | ------ | ------------------------------- | ------ | ---------------------------------- | ------ |
| 1 m-es műugrás      | Kao Min · Kína    | 478,26 | Wendy Lucero · Egyesült Államok | 467,82 | Heidemarie Bartova · Csehszlovákia | 449,76 |
| 3 m-es műugrás      | Kao Min · Kína    | 539,01 | Irina Lashko · Szovjetunió      | 524,70 | Brita Baldus · Németország         | 503,73 |
| 10 m-es toronyugrás | Fu Mingxia · Kína | 426,51 | Jelena Miroshina · Szovjetunió  | 402,87 | Wendy Williams · Egyesült Államok  | 400,23 |

### Szinkronúszás
| Versenyszám | Arany                                                | Arany   | Ezüst                                   | Ezüst   | Bronz                                | Bronz   |
| ----------- | ---------------------------------------------------- | ------- | --------------------------------------- | ------- | ------------------------------------ | ------- |
| Egyéni      | Sylvie Fréchette · Kanada                            | 201,013 | Kristen Babb-Sprague · Egyesült Államok | 196,314 | Kotani Mikako · Japán                | 195,110 |
| Páros       | Egyesült Államok · Karen Josephson · Sarah Josephson | 199,762 | Japán · Kotani Mikako · Takajama Aki    | 194,307 | Kanada · Lisa Alexander · Kathy Glen | 192,649 |
| Csapat      | Egyesült Államok                                     | 196,144 | Kanada                                  | 193,259 | Japán                                | 189,753 |

### Vízilabda
| Versenyszám | Arany | Ezüst | Bronz |
| ----------- | --- | --- | --- |
| Férfi       | Jugoszlávia | Spanyolország | Magyarország |
| Férfi       | - Mislav Bezmalinović - Perica Bukić - Viktor Jelenić - Igor Milanović - Vitomir Padovan - Dušan Popović - Renco Posinković - Goran Rađenović - Dubravko Šimenc - Aleksandar Šoštar - Vaso Subotić - Anto Vasović - Mirko Vičević | - Jesús Miguel Rollán - Manuel Silvestre - Marco Antonio González - Joan Valls León - Manuel Estiarte - Josep Picó - Daniel Ballart - Ricardo Sánchez - Jordi Sans - Salvador Gómez - Miki Oca - Rubén Michavila - Pedro García Aguado | - Benedek Tibor - Dóczi István - Kuna Péter - Mészáros Csaba - Nemes Gábor - Petőváry Zsolt - Péter Imre - Schmiedt Gábor - Sprok Tibor - Tóth Frank - Tóth Imre - Tóth László - Vincze Balázs |
| Női         | Hollandia | Kanada | Egyesült Államok |